# Mode Gakuen Cocoon Tower
A Mode Gakuen Cocoon Torony (japánul モード学園コクーンタワー, Hepburn-átírással: Mōdo Gakuen Cocoon tawā)  Tokióban a Sindzsuku kerületben található torony.
A felhőkarcoló építése 2008 októberében fejeződött be, a magassága 204 méter.

## Galéria

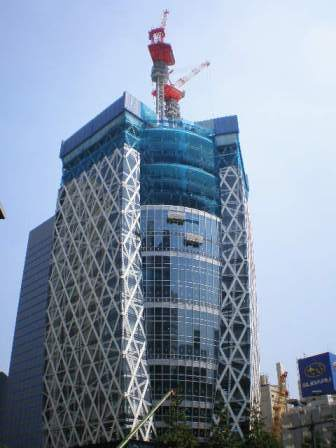
Augusztus 2007
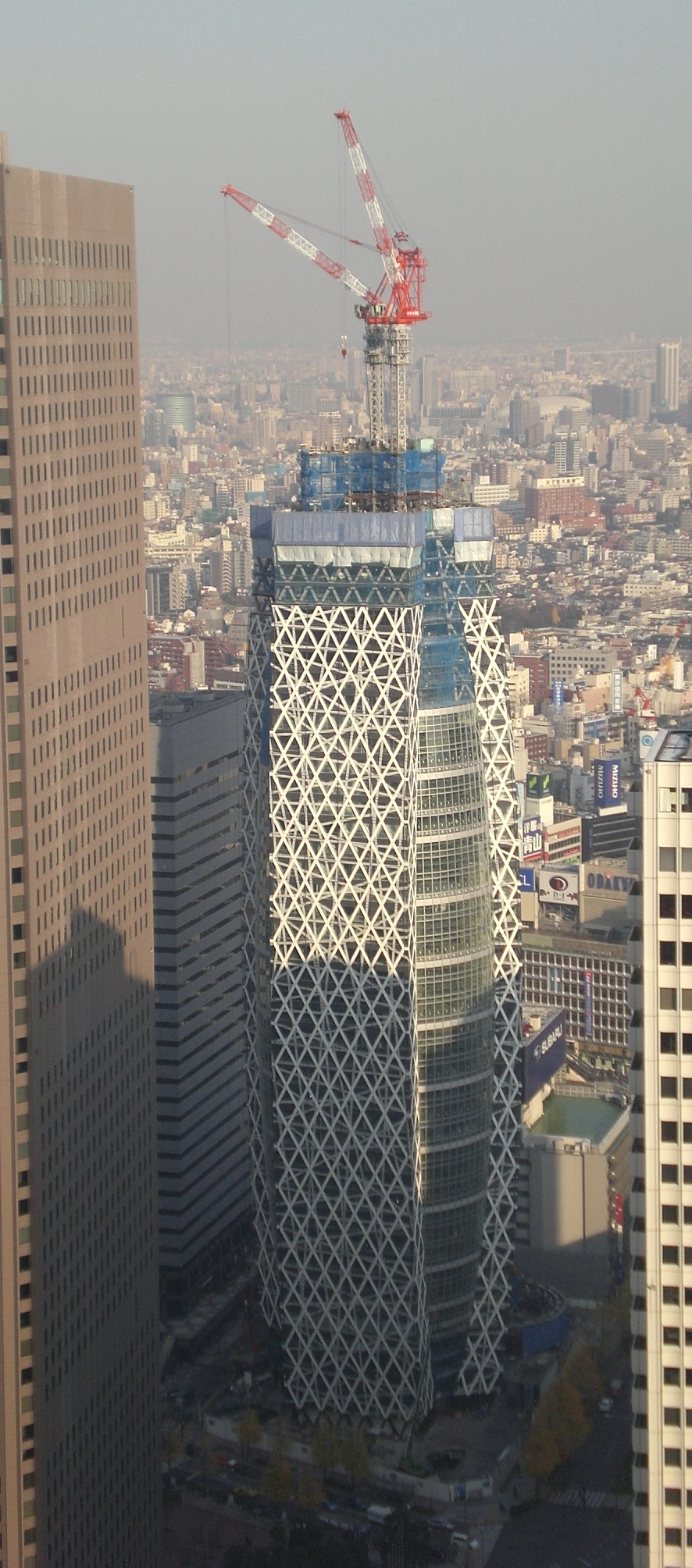
December 2007
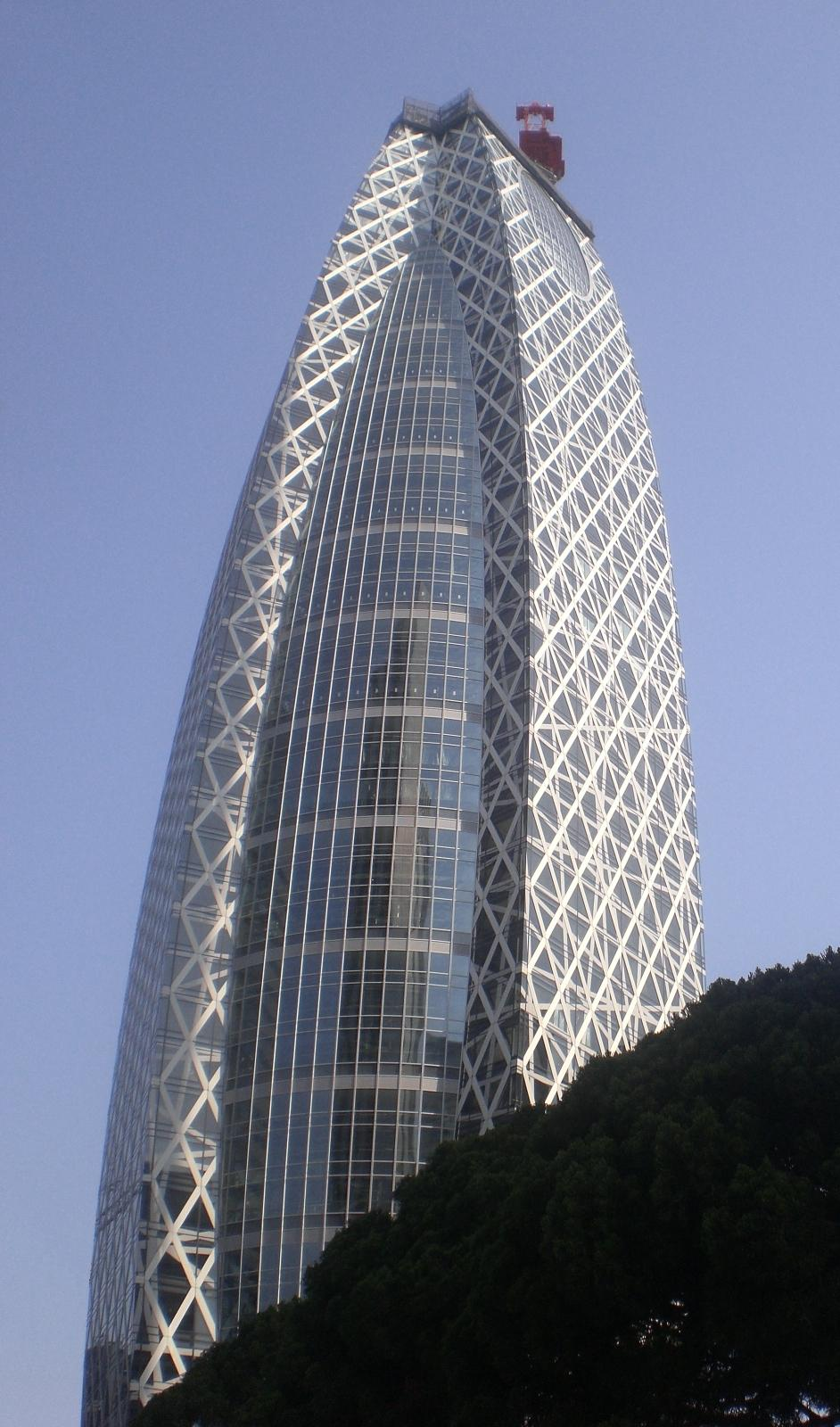
Április 2008
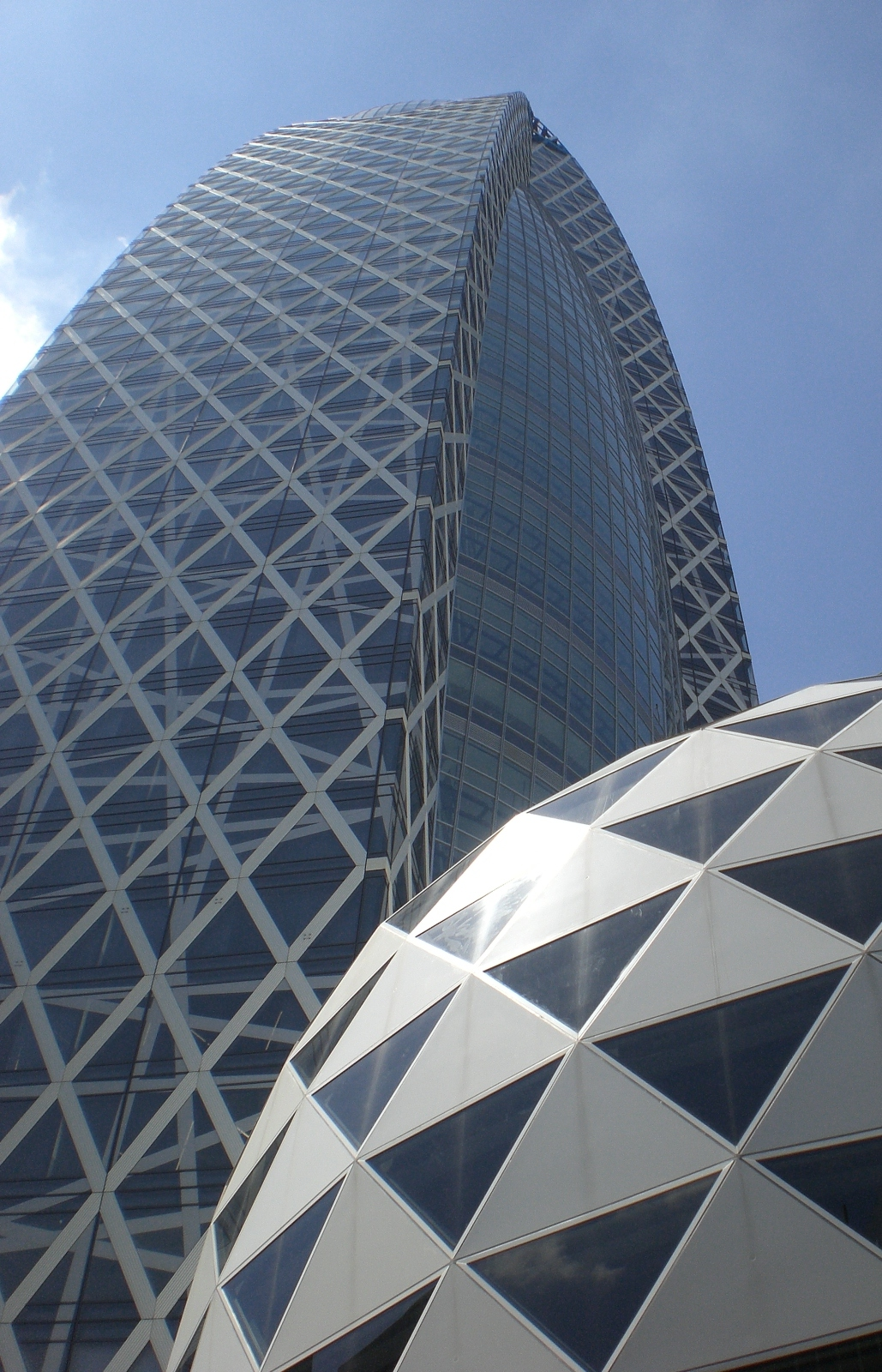
Augusztus 2008

## Külső hivatkozások
- Hivatalos weboldal (angolul)